# Adama Dieng
Adama Dieng (22 mei 1950) is een Senegalees jurist en bestuurder bij internationale organisaties. Na een loopbaan als griffier voor verschillende rechtbanken en in verschillende functies bij de Internationale Commissie van Juristen, werkte hij op verschillende posten bij de Verenigde Naties. Hij was onder meer hoofdgriffier voor het Rwanda-tribunaal en is sinds 2012 speciaal adviseur voor de preventie van genocide.

## Levensloop
Dieng studeerde af aan de Universiteit van Dakar en behaalde daarnaast een certificaat aan de Haagsche Academie voor Internationaal Recht en een certificaat voor binnenlandse veiligheid van het Institut des hautes études internationales in Parijs.
Hij begon zijn loopbaan als griffier voor het regionale en arbeidsrechterlijke rechtbanken en was daarna vanaf 1976 griffier voor het hooggerechtshof. Sinds 1982 diende hij voor de Internationale Commissie van Juristen in verschillende functies, waaronder als juridisch functionaris voor Afrika en tot 1990 als uitvoerend secretaris. Vervolgens was hij voor de organisatie nog tien jaar lang secretaris-generaal terwijl hij daarnaast verschillende functies vervulde voor de Verenigde Naties, zoals gezant voor de secretaris-generaal naar Malawi in 1993 en deskundige over Haïti van 1995 tot 2000. Verder werkte hij mee aan de totstandkoming van het Afrikaans Hof voor de Rechten van de Mens en Volken.
Dieng onderwees aan instituten en universiteiten wereldwijd in internationaal recht en mensenrechten en diende daarnaast als adviseur voor een groot aantal internationale organisaties, waaronder UNESCO, UNHCHR, UNITAR, het Rode Kruis, de Ford Foundation en de Afrikaanse Unie.
Van 2001 tot 2012 was hij griffier voor het Rwanda-tribunaal in Arusha in Tanzania. Aansluitend werd hij door VN-secretaris-generaal Ban Ki-moon benoemd tot speciaal adviseur voor de preventie van genocide, waarmee hij Francis Deng opvolgde.